# روبرت غوثري
روبرت غوثري (بالإنجليزية: Robert Guthrie)‏ هو عالم أحياء دقيقة وطبيب أمريكي، ولد في 28 يونيو 1916 في ماريونفيل في الولايات المتحدة، وتوفي في 23 يونيو 1995 في سياتل في الولايات المتحدة.